# Belenenses SAD
Belenenses SAD är en professionell fotbollsklubb baserad i Oeiras i Portugal som spelar i Liga Portugal 2. Klubben grundades 2018, efter en utbrytning från CF Os Belenenses, och spelar sina hemmamatcher på Estádio Nacional i Oeiras.

## Historia
Den historiska fotbollsklubben, CF Os Belenenses skapade sin SAD (Sociedade Anónima Desportiva - Allmänna idrottsföretag) den 1 juli 1999 för att driva sin professionella fotbollssektion. 2012 kom både klubben och SAD att ställas inför enorma ekonomiska problem. Därav röstade klubbmedlemmarna att sälja 51% av SAD till en investerare, Codecity, ledd av Rui Pedro Soares. Utöver det utförda aktieköpet tillades ett parasocialt avtal där grundklubben kunde behålla särskilda rättigheter, som vetorätt över vissa SAD-beslut och kraften att köpa tillbaka dess aktier. Dessutom skapades ett protokoll som skulle reglera förbindelserna mellan Club och SAD. Klubben skulle behålla 10% av SAD-aktierna.
Under tiden avslutade Codecity det parasociala avtalet och påstod kontraktsöverträdelser hade skett av klubben. Under 2017 ansåg idrottens skiljedomstol giltig uppsägning av affären. Detta avslutade möjligheten att klubben skulle kunna återköpa 51% av SAD-aktierna för att återta kontrollen över sin professionella fotbollssektion.

### CF Os Belenenses och Belenenses SAD går skilda vägar
Med spänningar mellan klubb och SAD upphörde protokollet som reglerade förbindelserna mellan båda enheterna den 30 juni 2018, vilket resulterade i att alla relationer mellan båda parter upphörde. Detta inkluderade användningen av Estádio do Restelo (klubbens egendom) av SAD:s professionella fotbollslag. Således föddes B-SAD som en autonom fotbollsklubb, som grundades den 1 juli 2018, efter SAD:s frånträde från klubben. De gick med i Lissabon Fotbollförbund som medlem nummer 1198 (den ursprungliga Belenenses är medlem nummer 64). Klubben skapade sitt eget fotbollslag som började spela i Lissabon FA regionala ligor från säsongen 2018–19. B-SAD hävdade under tiden klubbens plats i Primeira Liga.

## Placering tidigare säsonger
| Säsong    | Nivå | Liga            | Placering | Webbplats | Notering                        |
| --------- | ---- | --------------- | --------- | --------- | ------------------------------- |
| 2018/2019 | 1    | Primeira Liga   | 9         | [ 3 ]     |                                 |
| 2019/2020 | 1    | Primeira Liga   | 15        | [ 4 ]     |                                 |
| 2020/2021 | 1    | Primeira Liga   | 10        | [ 5 ]     |                                 |
| 2021/2022 | 1    | Primeira Liga   | 18        | [ 6 ]     | Nedflyttad till Liga Portugal 2 |
| 2022/2023 | 2    | Liga Portugal 2 | 16        |           |                                 |